# 에퀴티상의 지역권
|                                           |
| 미국의 재산법                             |
| 미국법 시리즈                             |
| 재산 획득                                 |
| 증여 · 취득시효 · 채권양도                |
| 유실물                                    |
| 처분 · 위탁 · 허가                        |
| 재산권                                    |
| 완전 사유권 · 단순부동산권 · 한사부동산권 |
| 생애부동산권 · 조건부 부동산권            |
| 미래권리 · 부동산 공동소유                |
| 부동산임차권 · 연립주택                   |
| 토지권리의 양도 증서                      |
| 선의의 취득자 · 권원등기제도              |
| 양도증서에 의한 금반언 · 권리 포기서      |
| 임대차 · 형평법상 재산권의 이전           |
| 소유권부담제거소송 · 국가귀속             |
| 미래사용 제한                             |
| 양도제한                                  |
| 영구구속금지의 원칙                       |
| 쉘리사건의 원칙                           |
| 상속권원우선원칙                          |
| 비소유 토지권                             |
| 지역권 · 이익                             |
| 토지와 함께 이전하는 약관                 |
| 에퀴티상의 지역권                         |
| 관련 주제                                 |
| 부착물 · 훼손 · 분할                      |
| 용수권                                    |
| 측면‧지하지지권                           |
| 네모닷                                    |
| 미국법의 다른 영역                        |
| 계약법 · 불법행위법                       |
| 유언신탁법                                |
| 형법 · 증거법                             |

에퀴티상의 지역권(Equity上의 地役權, Equitable servitude)은 지주들간에서 에퀴티로 강제 이행될 수 있는 건물제한 및 토지이용과 관계있는 제한 등 토지의 편익을 증진시키기 위해 토지에 부착된 의무 또는 부담을 뜻하는 영미법내 재산법의 법리를 말한다.

## 토지구획
토지구획에서 벗어나더라도 본 에퀴티상의 지역권의 강제에 영향을 주지 않는다.

## 에퀴티상의 지역권의 소멸
지역권 설정자가 권리를 포기하거나, 장기간 지역권을 위반하여 시효취득으로 지역권이 소멸되거나 해당지역의 개발(예: 주거지역에서 상업지역으로 개발)로 인해 본 지역권의 목적 달성을 불가능하게 하는 사정변경이 생겼을 경우 지역권이 소멸될 수 있다.

## 참고 문헌
1. ↑  임홍근, 이태희, 법률영어사전, 법문사. 2007.

## 같이 보기
- 지역권
- 지상권

- 권리소진의 원칙